# ژائو نایشیانگ
ژائو نایشیانگ (انگلیسی: Zhou Naixiang؛ زادهٔ ۱ دسامبر ۱۹۶۱) سیاست‌مدار و مدیر اجرایی اهل چین است، که هم‌اکنون به‌عنوان رئیس هیئت مدیره شرکت مهندسی ساخت‌وساز دولتی چین فعالیت می‌کند. این شرکت دومین پیمانکار خدمات ساخت‌وساز جهان می‌باشد.